# Chamaleiras
Chamaleiras (segon los cartularis http://gallica.bnf.fr/m/ark:/12148/bpt6k1116029/texteBrut) (Chamalières-sur-Loire en francés) és un municipi francès situat al departament de l'Alt Loira i a la regió d'Alvèrnia-Roine-Alps. L'any 2007 tenia 437 habitants.

## Demografia

### Població
El 2007 la població de fet de Chamalières-sur-Loire era de 437 persones. Hi havia 211 famílies de les quals 86 eren unipersonals (35 homes vivint sols i 51 dones vivint soles), 74 parelles sense fills, 39 parelles amb fills i 12 famílies monoparentals amb fills.
La població ha evolucionat segons el següent gràfic:
Habitants censats

### Habitatges
El 2007 hi havia 498 habitatges, 214 eren l'habitatge principal de la família, 277 eren segones residències i 7 estaven desocupats. 462 eren cases i 35 eren apartaments. Dels 214 habitatges principals, 173 estaven ocupats pels seus propietaris, 32 estaven llogats i ocupats pels llogaters i 9 estaven cedits a títol gratuït; 3 tenien una cambra, 13 en tenien dues, 72 en tenien tres, 68 en tenien quatre i 58 en tenien cinc o més. 164 habitatges disposaven pel capbaix d'una plaça de pàrquing. A 133 habitatges hi havia un automòbil i a 56 n'hi havia dos o més.

### Piràmide de població
La piràmide de població per edats i sexe el 2009 era:
| Homes | Edats   | Dones |
| ----- | ------- | ----- |
| 0     | 95 o +  | 4     |
| 0     | 90 a 94 | 0     |
| 16    | 85 a 89 | 0     |
| 4     | 80 a 84 | 12    |
| 4     | 75 a 79 | 12    |
| 16    | 70 a 74 | 20    |
| 16    | 65 a 69 | 8     |
| 16    | 60 a 64 | 16    |
| 24    | 55 a 59 | 12    |
| 4     | 50 a 54 | 16    |
| 4     | 45 a 49 | 16    |
| 16    | 40 a 44 | 12    |
| 12    | 35 a 39 | 8     |
| 16    | 30 a 34 | 12    |
| 16    | 25 a 29 | 4     |
| 8     | 20 a 24 | 8     |
| 16    | 15 a 19 | 8     |
| 16    | 10 a 14 | 12    |
| 16    | 5 a 9   | 8     |
| 4     | 0 a 4   | 8     |

## Economia
El 2007 la població en edat de treballar era de 258 persones, 160 eren actives i 98 eren inactives. De les 160 persones actives 138 estaven ocupades (79 homes i 59 dones) i 23 estaven aturades (12 homes i 11 dones). De les 98 persones inactives 46 estaven jubilades, 10 estaven estudiant i 42 estaven classificades com a «altres inactius».

### Ingressos
El 2009 a Chamalières-sur-Loire hi havia 207 unitats fiscals que integraven 425 persones, la mediana anual d'ingressos fiscals per persona era de 14.325 €.

### Activitats econòmiques
Dels 26 establiments que hi havia el 2007, 2 eren d'empreses extractives, 1 d'una empresa alimentària, 1 d'una empresa de fabricació d'altres productes industrials, 9 d'empreses de construcció, 4 d'empreses de comerç i reparació d'automòbils, 5 d'empreses d'hostatgeria i restauració, 1 d'una empresa d'informació i comunicació, 1 d'una empresa de serveis, 1 d'una entitat de l'administració pública i 1 d'una empresa classificada com a «altres activitats de serveis».
Dels 10 establiments de servei als particulars que hi havia el 2009, 2 eren paletes, 1 guixaire pintor, 4 lampisteries i 3 restaurants.
L'únic establiment comercial que hi havia el 2009 era una fleca.
L'any 2000 a Chamalières-sur-Loire hi havia 19 explotacions agrícoles que ocupaven un total de 432 hectàrees.

## Equipaments sanitaris i escolars
El 2009 hi havia una escola elemental.

## Poblacions més properes
El següent diagrama mostra les poblacions més properes.